# Window Rock
Window Rock (navaho Tségháhoodzání) és una concentració de població designada pel cens dels Estats Units a l'estat d'Arizona. Segons el cens del 2000 tenia 3.059 habitants.

## Demografia
Segons el cens del 2000, Window Rock tenia 3.059 habitants, 876 habitatges, i 713 famílies La densitat de població era de 227,6 habitants/km².
Dels 876 habitatges en un 51% hi vivien nens de menys de 18 anys, en un 43,7% hi vivien parelles casades, en un 29,7% dones solteres, i en un 18,6% no eren unitats familiars. En el 15,6% dels habitatges hi vivien persones soles el 2,4% de les quals corresponia a persones de 65 anys o més que vivien soles. El nombre mitjà de persones vivint en cada habitatge era de 3,42 i el nombre mitjà de persones que vivien en cada família era de 3,81.
Per edats la població es repartia de la següent manera: un 36,3% tenia menys de 18 anys, un 10,9% entre 18 i 24, un 28,7% entre 25 i 44, un 19,6% de 45 a 60 i un 4,5% 65 anys o més.
L'edat mediana era de 27 anys. Per cada 100 dones de 18 o més anys hi havia 88,4 homes.
La renda mediana per habitatge era de 36.885 $ i la renda mediana per família de 36.500 $. Els homes tenien una renda mediana de 27.266 $ mentre que les dones 26.902 $. La renda per capita de la població era d'11.122 $. Aproximadament el 24,6% de les famílies i el 24,6% de la població estaven per davall del llindar de pobresa.
El segons el cens dels Estats Units de 2010 el 95,46% dels habitants són nadius americans i el 3,17% blancs.

## Poblacions més properes
El següent diagrama mostra les poblacions més properes.